# P53

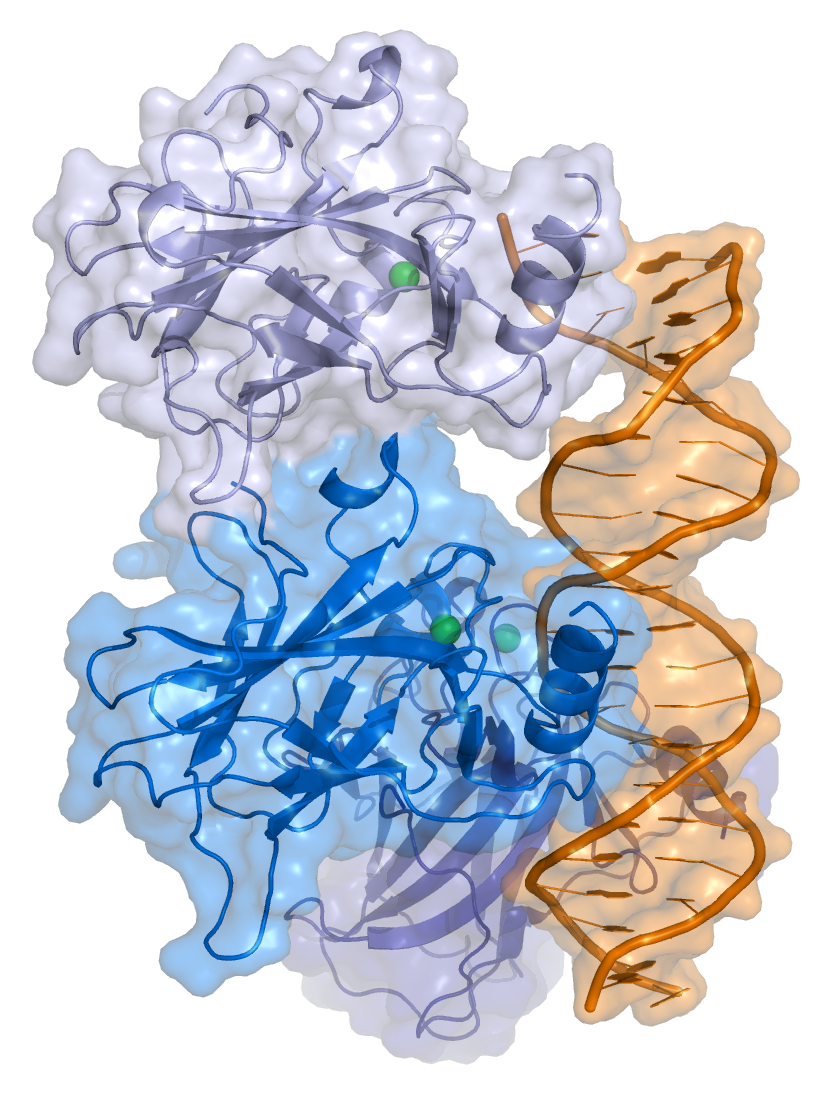
Model kompleksu białka P53 i DNA.

Białko p53 – czynnik transkrypcyjny o własnościach supresora nowotworowego. Białko p53 jest zaangażowane w regulację wielu procesów komórkowych, a w szczególności aktywacji mechanizmów naprawy DNA lub indukcji apoptozy w odpowiedzi na uszkodzenia DNA.

## Mechanizm działania
Zwykle w komórce białko to jest nieaktywne. Aktywacja białka polega na jego fosforylacji, a także na wzmożeniu jego produkcji. Zdolność fosforylacji białka p53 cechuje m.in. kinazę białkową zależną od DNA (DNA-PK), MAPK czy kinazę białkową ATM. Po aktywacji białko p53 tworzy tetramerowe kompleksy wywołujące ekspresję takich genów, jak hdm2 (alternatywne oznaczenie: MDM2), Fas, IGFBP-3, Bax, Cip1 czy gadd45. Białka kodowane przez dwa ostatnie geny mają zdolność hamowania cyklu komórkowego.
Gdy naprawa DNA nie daje efektów, p53 wywołuje apoptozę komórki. Istnieje kilka prawdopodobnych mechanizmów uczestniczących w tym procesie. Najlepiej poznany polega na zwiększeniu ekspresji Bax (tworzy pory w błonie mitochondrium, uwalniając z niego cytochrom c i AIF), z jednoczesnym zmniejszeniem stężenia Bcl-2 (hamuje uwalnianie cytochromu c i AIF). Następnie uwolniony cytochrom c przyczynia się do aktywacji kaspaz odpowiedzialnych za apoptozę komórki.
Białkiem kontrolującym aktywność p53 jest hdm2, mające zdolność tworzenia z nim heterodimeru, co inaktywuje p53 i przyspiesza proces jego ubikwitynacji. Za ubikwitynację p53 odpowiada także białko p300, które może odgrywać także przeciwstawną rolę – współdziałając z p53 pełni funkcję koaktywatora transkrypcji (działając jako acetylotransferaza).
Istnieje również możliwość hamowania apoptozy wywołanej przez p53 za pomocą szlaku Ras-PI3K-Akt fosforylującego i inaktywującego kaspazę 9.

## Mutacje
Mutacje w genie kodującym białko p53 są obserwowane w dużym odsetku nowotworów i korelują z niekorzystnym rokowaniem. Działanie przeciwnowotworowe białka p53 jest związane z jego proapoptotyczną aktywnością. Dziedziczne mutacje w genie p53 są przyczyną zespołu chorobowego Li-Fraumeni.
Najczęstsze mutacje genu p53 to mutacje punktowe i delecje, które dotyczą odcinka DNA od eksonu 5. do 8. Odcinek ten determinuje aktywność biologiczną białka. Mutacje punktowe bardzo często dotyczą kodonów aminokwasów bezpośrednio oddziałujących z DNA: Arg-248 i Arg-273. Zmutowane białko cechuje się wydłużonym do ok. 12 godzin okresem biologicznego półtrwania. Charakteryzuje się także zdolnością do tworzenia nieaktywnych kompleksów z niezmienioną wersją białka. Do tworzenia takich kompleksów zdolne są także białka niektórych wirusów onkogennych, jak antygen T wirusa SV40, białko E6 wirusa HPV czy onkoproteina E1B adenowirusa. Zatrzymanie cyklu komórkowego oraz indukcja apoptozy (która warunkuje działanie przeciwnowotworowe) są niemożliwe w przypadku braku prawidłowego białka p53.
Komórki nieposiadające szlaku regulatorowego związanego z p53 cechuje znaczna niestabilność genomu, objawiająca się m.in. częstymi amplifikacjami genów czy aneuploidią.

## Geneza nazwy i położenie genu
Nazwa białka p53 odnosi się do jego masy cząsteczkowej określanej na podstawie jego mobilności elektroforetycznej odpowiadającej wzorcom o masie 53 kDa. Masa cząsteczkowa obliczona na podstawie masy aminokwasów w białku wynosi 43,7 kDa, a nietypowa migracja podczas elektroforezy związana jest z dużą liczbą reszt prolinowych w sekwencji białka. U ludzi białko p53 jest kodowane przez gen TP53 położony na chromosomie 17 (locus 17p13), składający się z 11 egzonów. U innych zwierząt położenie jest inne, np. u szczura chromosom 10, u myszy chromosom 11, u psa chromosom 5. Ludzkie białko p53 składa się z 393 aminokwasów.